# Каухава
Ка́ухава (фин. Kauhava) — город и муниципалитет в Финляндии.
Город расположен в финской губернии Западная Финляндия и является частью области Южная Остроботния в 400 км к северо-западу от Хельсинки на железнодорожной ветке Хельсинки — Оулу. Численность населения составляет 16 943 человека (30 июня 2015). Город охватывает площадь в 1313,74 км², из которых водная поверхность составляет 14,63 км². Плотность населения — 12,9 чел/км².

## Фестиваль ножей пуукко
Изготовление ножей пуукко является традиционной отраслью в Каухаве. В своё время в городе были целых пять предприятий по изготовлению ножей, но сегодня есть только одна — Iisakki Järvenpää Oy, которая производит ножи в Каухаве с 1879 года. На гербе города в 1952—2008 годах был изображён традиционный финский нож. Каждый год в июне проходит международный фестиваль ножей пуукко «Puukkofestivaali», который длится пару дней и включает в себя выставку ножей, их изготовление и метание.

## Достопримечательности

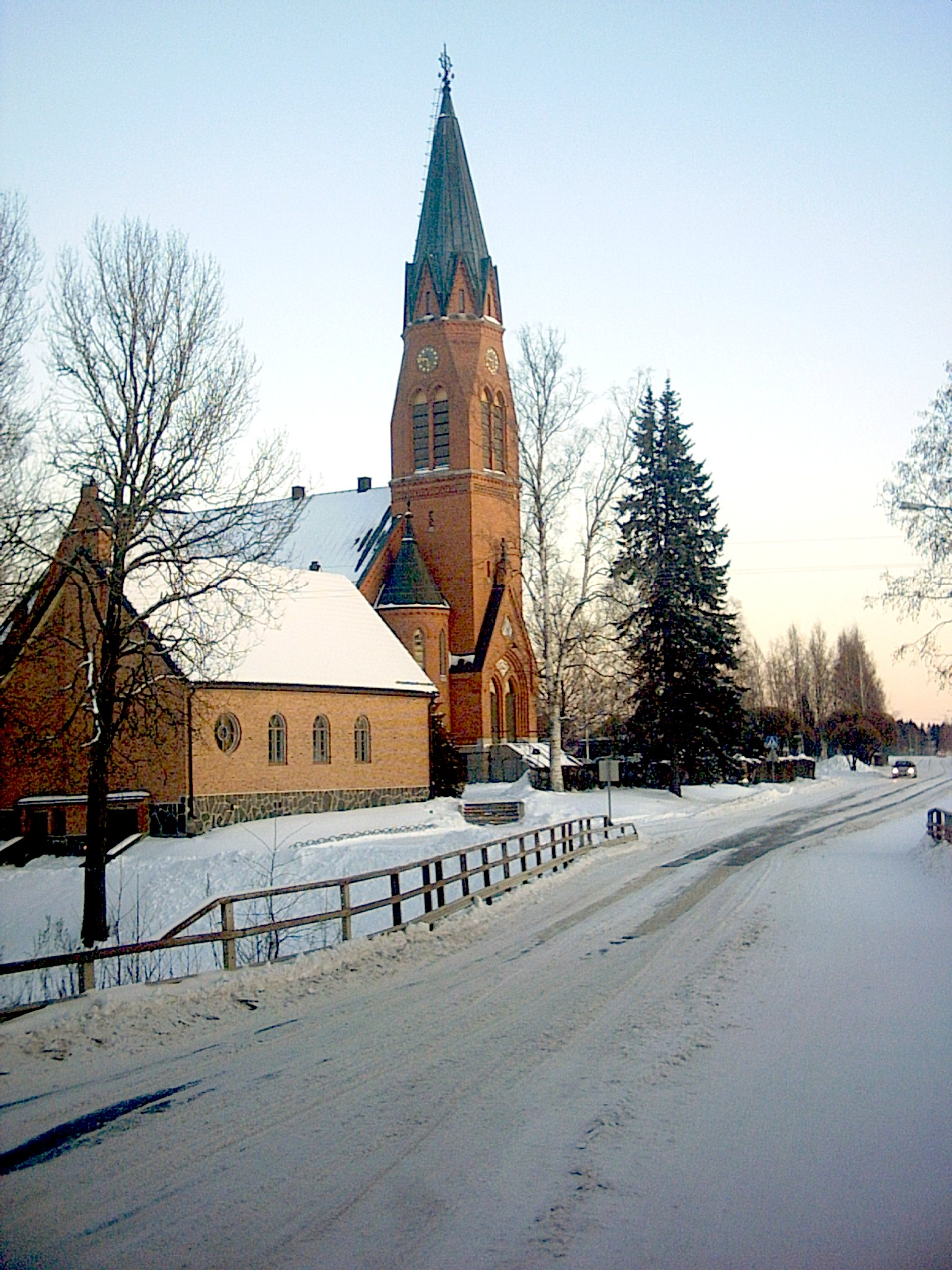
Кирха в Каухаве архитектора Йозефа Стенбека

- Powerpark — парк развлечений и картинг-трасса
- Кирха в Каухаве
- Памятник самолёту Fouga Magister
- Памятник самолёту BAE Systems Hawk
- Музей финских егерей
- Завод финских ножей Иисакки Ярвенпяа

## Население
С 1 января 2009 года в состав Каухавы вошли близлежащие муниципалитеты Алахярмя, Юлихярмя и Кортесъярви, в связи с чем город получил новый герб.

## Города-побратимы
- Рапла, Эстония
- Рюгге (Норвегия), Норвегия
- Skærbæk, Дания
- Виммербю (Коммуна), Швеция
- Торлауксхёбн, Исландия